# Szernye-mocsár
A lecsapolt Szernye-mocsár (németül Zernye-Morast ukránul Болото Сернє, Чорний Мочар ) hatalmas láp volt a mai Kárpátalján a Magyar Királyság valamikori Bereg vármegyéjében. A Szernye-mocsár - régen Nagy-tó - maradványa Munkácstól délre, Kárpátalja alföldi részének középpontjában, a Beregszász-Végardó, Nagybereg és Dercen közötti háromszög alakú területen, a Beregi-Tiszahát központi részén fekszik, amelynek a pleisztocén és holocén időszakban lezajlott tektonikus mozgások okozta peremsüllyedéke. A Kárpátalja területén élő magyarság sajátos kisebb tája a Szernye-mocsár környéke. A lecsapolás és a csatornázás után a mocsári talaj és a tőzegtelepek kiszáradtak a tőzeg gyakran kigyulladt és sokáig füstölgött. A tüzek után a kiégett területek feketévé színeződtek. Ekkor kezdték az eredeti Szernye-mocsár helyett a Fekete-mocsár elnevezést használni. Az ukrán szakirodalomban is az 1990-es évek elején tőzeges földjének színe miatt a Чорний Мочар azaz Fekete-mocsár nevet kapta.

## Neve
Nevét a vizét levezető Szernye-patakról kapta. Ez valószínűleg egy déli szláv nyelv őz jelentésű (srna) szavából származik, de neve előfordult Szörnyei-láp, Nagy-tó, Gáti-tó és Fekete-mocsár alakban is. A mocsár egyik fő táplálója a Borzsa folyó Vérke nevű ága volt, de a Borzsa, az Ilosva, a Mérce, a Latorca-patak mellékvizei, valamint a környező magaslatokról beleömlő eső- és olvadékvizek is táplálták. A Szernye-patak a Szernye-mocsárból ered Gútnál, Nagygútig Feketevíz a neve. Itt egyesül a Nagyvíz-patakkal és Szernye néven fut tovább. Dobronynál érintkezik a Kerepecpatakkal, az pedig Gát felett az erdőben beszivárog a Feketevízbe. A Szernye Tiszaásványnál fut a Latorcába.

## Kialakulása
Az oligocén időszakban az akkor itt hullámzó sekély Pannon-tenger felszíne alatt egy vulkánkitörés krátert hozott létre. Ekkor emelkedtek ki a környék alacsony (190 méter körüli magasságú) hegyei (Nagybégányi-hegy, Kaszonyi-hegy, Zápszony-hegy, a beregdédai Kis-hegy). A vulkáni kráter helyén maradt mélyedést, amit a Pannon-tenger visszahúzódása után egy több tízezer hektáros tó, majd mocsár töltötte be. Vize rendetlen medrekben a Feketeviz-patak (szláv elnevezése Csernavoda) a Vérkével egyesülve a Csaroda-patakba, onnan a Latorca-patakba szivárgott.
"...az árvizek néha Bereg megye déli vidékeit és a Bodrogközt majdnem egészen elárasztották. Tokajnál a Borzsa, Latorca, Ung, Laborcz, Ondava és Tapoly egyesüléséből támadó Bodrog szakad a Tiszába... Csapnál a Latorcza is nagyon közeledik a Tiszához, de azután eltávozik tőle északnyugatnak kanyarodván, s elsőben az Unggal, majd az Ondovával és Tapollyal is egyesül. A mélyen fekvő lapályon, mely a Tisza és a Latorcza között terül, még más vízerek is vannak: a Vérke, Szernye, Csaroda stb. melyek majdnem minden esés nélkül csavarognak ide-oda, és megáradnak, s fokaik, morotváik és holtágaik mind megtelnek, akkor az egész nagy síkot tenger borítja el. A Latorcza, Ung, Laborcz és mellékvizeik tömérdek sok hordalékot szállítanak felső völgyeikből a lapályra, melyen a szilaj hegyi vizek legott meglassúlnak..

## Története
1241-ből, a tatárjárás idejéből fennmaradt történetek arról mesélnek, hogy sok falu lakosságának zömét a települést körülvevő Szernye mocsár alapos ismerete mentette meg a tatárok pusztításától, mivel a tatár seregek nem mertek utánuk menni az ingoványos mocsárba, ahova előlük menekültek.
A mocsár a történelmi időkben mintegy 100-120 négyzetkilométert foglalt el, lecsapolása a 19. század derekán indult, és máig nem fejeződött be.

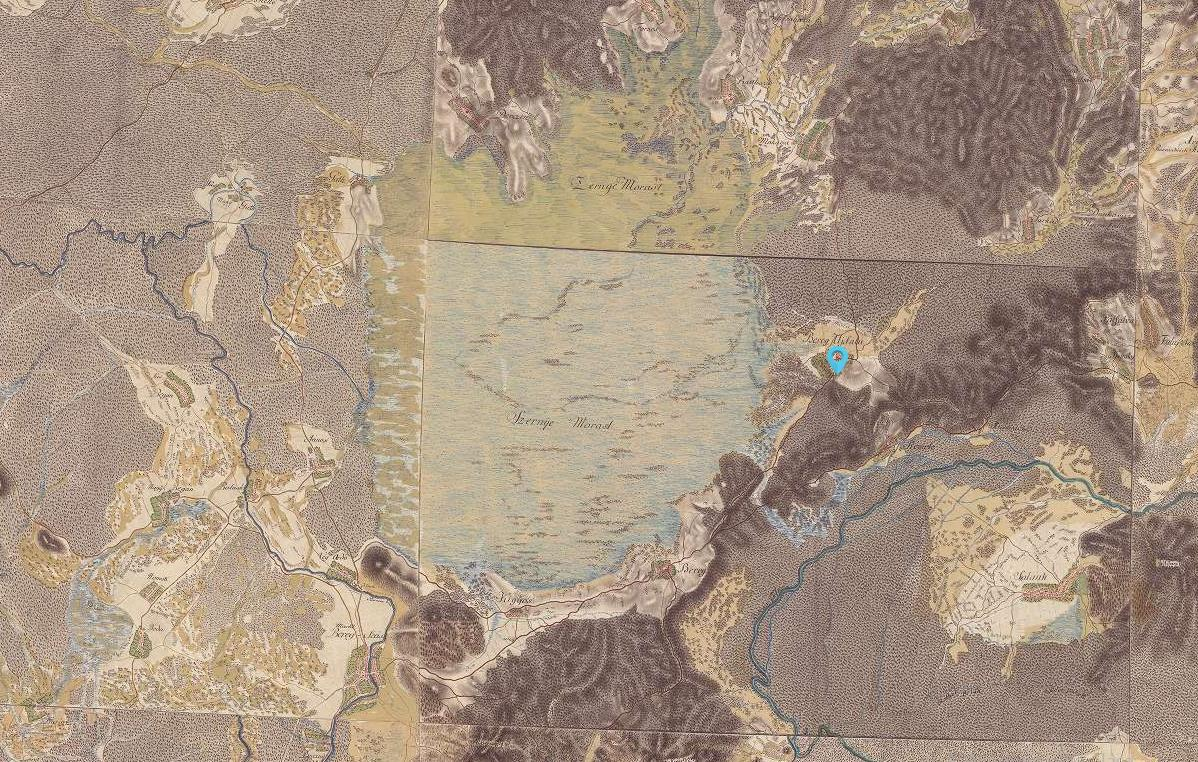
A Szernye-mocsár és Gát, Dercen, Makarja, Beregújfalu, Nagybereg, Beregardó, Makkosjánosi, Mezőkaszony, Hetyen, Bárdháza, Kígyós, Fornos, Nagydobrony, Ignéc és Nagylucska települések környéke az 1763-as első katonai felmérés térképről

A Szernye-mocsárral együtt a környék állóvizes, lápos, vízinövényekkel sűrűn benőtt területe a 19. század közepén több, mint 150 000 katasztrális holdat foglalt el Gát, Dercen, Makarja, Beregújfalu, Nagybereg, Beregardó, Makkosjánosi, Mezőkaszony, Hetyen, Bárdháza, Kígyós, Fornos, Nagydobrony, Ignéc és Nagylucska települések határában. Az ingoványos vidék központi része a Nagy-tó, vagy Gáti-tó volt, amelynek északnyugati részén fekszik Gát falu. Ezen a környéken, a kokojszános (áfonyás) lápon évszázadokon át csak pallókból, vesszőkből készített átjárók – bürük – százain keresztül lehetett csak közlekedni. 1771-ben tervet dolgoztak ki a mocsarat tápláló Vérke-patak visszafordítására és a vízmennyiségének a Borzsán át a Tiszába való vezetésére. 1795-ben a Vérke torkolatánál kőgát építésébe fogtak, de ezt egy 1798-as árvíz elsodorta, A terület 1854-ig folyamatosan víz alatt állt, de csak 1869-ben vált újra aktuálissá a lecsapolás terve.
Herman Ottó A magyar halászat könyve VI. fejezetében az Ecsedi-lápon való csíkászat leírásakor említést tett a szernye mocsárról és az itteni csíkászatról is:
Méltó társa az Ecsedi lápnak a Beregben terjengő "Szernye", melynek fő csíkászhelyei Nagy-Bereg mezőváros és Derczen falu; mind a kettőt javamagyarság lakja; "rekesztő" népek, és - a mint ez már a magyarság természete - bemondogatnak egymásnak: péld. "hogyha Nagy-Bereg város, akkor a légy is madár!"
A Szernyében nincsen tulajdonképeni ingóláp; szilárd helyei számosak és terjedelmesek; néha egyes hatalmas tölgyek is állanak rajtuk; az égeres, bokros hely nem ritka s a nyilt helyek - mintha a föld megrepedésétől erednének - törésesek, sárosan-mocsarasak, számos apró víztükörrel, árokszerű nyílással, a halászat e voltaképeni helyeivel, amelyeknek itt "vész" a nevök. Semmi kétség, hogy ez a vész a régi okiratok "lacuna"-ja.
A Szernye csíkásza csak tisztogatja a vészt és, hogy hozzáférhessen, "lábót" épít. Ez a lábó a "czölöpépítménynek" egy neme: karvastagságú husángoknak két sorban való leverése s a köznek földdel és gazzal való kitöltése; így készül a kanyargó, keskeny ösvény a vész felé. Ez a "lábó" a legtöbb helyen egyszersmind csíkgát is, azaz: könyökszerű kanyarodásaiban kashelyek vannak kihagyogatva, a melyekbe a csíkkasok befektetve lerakatnak.
Ez a rekesztésnek állandó neme, mely mellett tavaszszal, lápdagadáskor, a kiöntéseken messze terjedő, kevésbbé állandó futógátak is szokásosak.
A Szernye csíkásza sokban különbözik az Ecsed csíkászától, a mint ez már a két hely különböző természetéből önkényt következik is. Házánál a csíkot hordóban tartja, szegénye pedig szívesen megeszi a póczhalat is, mely itt hihetetlen sokaságú, úgy, hogy még maiglan is sertések hízlalására, kacsák etetésére használják.
De egy tulajdonságban egyezik a két terület halászó népe: szereti a lápot, büszke reá; a rekesztés neki nem munka, hanem élvezet.
És igaz, hogy e sajátosságnak immár messze földön nincsen párja.